# Castelnuovo Parano
Castelnuovo Parano és un comune (municipi) de la província de Frosinone, a la regió italiana del Laci, situat a uns 120 km al sud-est de Roma i a uns 45 km al sud-est de Frosinone.
Castelnuovo Parano limita amb els municipis d'Alvito, Gallinaro, Pescasseroli, Settefrati i Opi.
A 1 de gener de 2019 tenia 875 habitants.

## Història
Els seus orígens es troben en un castell construït aquí el 1059 per l'abat Desideri de Monte Cassino per defensar la zona compresa entre Fratte i Traetto. La zona va ser molt malmesa durant la Segona Guerra Mundial a causa de la seva posició a la línia Gustav. A l'acabar el conflicte, gran part de la població va emigrar.